# Jan Andrew
Janice Andrew, detta Jan (25 novembre 1943), è un'ex nuotatrice australiana.
Specializzata nella farfalla, ha vinto la medaglia d'argento nella staffetta 4x100 m misti e il bronzo nei 100 m farfalla alle Olimpiadi di Roma 1960.
È stata primatista mondiale sulla distanza dei 100 m farfalla.

## Palmarès
- Olimpiadi

Roma 1960: argento nella staffetta 4x100 m misti e bronzo nei 100 m farfalla.